# Andrej Michnevitsj
Andrej Anatolevitsj Michnevitsj (Wit-Russisch: Андрэй Анатолевіч Міхневіч) (Babroejsk, 12 juli 1976) is een Wit-Russische oud-kogelstoter. Hij werd wereldkampioen en meervoudig nationaal kampioen in deze discipline. In totaal nam hij viermaal deel aan de Olympische Spelen en won hierbij één medaille, die hij vijf later moest inleveren vanwege een positieve dopingtest.

## Biografie

### Wereldkampioen na schorsing
In 1999 werd Michnevitsj op de wereldindoorkampioenschappen achtste met een stoot van 19,44 m. Op de Olympische Spelen in 2000 werd hij negende met 19,48. In augustus 2001 werd hij op de wereldkampioenschappen in Edmonton tiende, maar werd later gediskwalificeerd wegens doping. Hij werd voor twee jaar geschorst wegens het gebruik van verboden middelen. In zijn eerste wedstrijd na zijn schorsingsperiode stootte hij 21,66. Slechts zeventien dagen na zijn schorsing werd hij wereldkampioen kogelstoten in Parijs met een persoonlijk record van 21,69. Hij won dat jaar ook het kogelstoten tijdens de universiade.

### Geklopt door Hoffa en Bartels
Zijn beste prestatie in de twee jaren hierop was een vijfde plaats op de Olympische Spelen van 2004 in Athene. Michnevitsj won in 2006 twee zilveren medailles. Op de WK indoor in Moskou met een persoonlijk record van 21,37 achter de Amerikaan Reese Hoffa, en op de Europese kampioenschappen in Göteborg met 21,11 achter de Duitser Ralf Bartels. Op de WK van 2007 in Osaka won hij met 21,27 een bronzen medaille als derde achter Hoffa (goud).

### Olympisch brons
Het jaar 2008 begon Andrej Michnevitsj met een vierde plaats bij de WK indoor in Valencia. Op 27 juli 2008 toonde hij in Minsk zijn goede vorm door een persoonlijk record te stoten van 22,00. Op de Olympische Spelen van Peking won hij een bronzen medaille bij het kogelstoten. Met een beste poging van 21,05 eindigde hij achter de Pool Tomasz Majewski (goud; 21,51) en de Amerikaan Christian Cantwell (zilver; 21,09).

### Zilver, goud en brons
Een jaar later slaagde Michnevitsj er op de WK in Berlijn niet in om opnieuw eremetaal te veroveren. Met een beste stoot van 20,74 eindigde hij ditmaal op de zevende plaats.
Het bleek een inzinking van tijdelijke aard, want in 2010 behoorde hij bij de WK indoor in Doha met zijn beste stoot van 21,68 en een tweede plaats achter Christian Cantwell (eerste met 21,83) weer tot de besten en op de EK in Barcelona werd hij datzelfde jaar zelfs kampioen.
Het jaar erop deed hij ook op de WK in Daegu weer geducht mee; met zijn beste stoot van 21,40 wist hij goed in het spoor te blijven van de winnende Duitser David Storl (21,78) en de Canadees Dylan Armstrong (tweede met 21,64) en sleepte hij ditmaal een bronzen plak uit het vuur.
Op de Olympische Spelen van 2012 in Londen kwam de Wit-Rus echter niet uit de verf en wist hij zich met 19,89 niet te plaatsen voor de finale.

### Levenslang geschorst
Op 13 juni 2013 maakte de Wit-Russische antidopingcommissie bekend, dat het Andrej Michnevitsj met terugwerkende kracht vanaf de WK in 2005 voor het leven had geschorst. Bij het hertesten van dopingsamples van deze WK had de IAAF al op 8 maart 2013 vastgesteld dat zes atleten, waaronder Michnevitsj, positief waren bevonden. De IAAF heeft de maatregel van Wit-Rusland met betrekking tot Michnevitsj overgenomen, wat inhoudt dat alle resultaten van de Wit-Rus vanaf de WK in 2005 zijn geschrapt. Dit houdt voor de Nederlander Rutger Smith in, dat hij alsnog twee bronzen medailles krijgt toebedeeld. In 2006 bij de EK in Göteborg en in 2007 tijdens de WK in Osaka werd Smith vierde bij het kogelstoten. Michnevitsj was derde in 2006 en tweede in 2007.

### Privé
Sinds maart 2007 is Michnevitsj getrouwd met de Wit-Russische Natallja Khoroneko, die eveneens aan kogelstoten doet.

## Titels
- Wereldkampioen kogelstoten - 2003
- Europees kampioen kogelstoten - 2010
- Universitair kampioen kogelstoten - 2003
- Wit-Russisch kampioen kogelstoten - 2000, 2005, 2006

## Persoonlijke records
| Onderdeel             | Prestatie    | Datum            | Plaats  |
| --------------------- | ------------ | ---------------- | ------- |
| kogelstoten (outdoor) | 22,10 m (NR) | 11 augustus 2011 | Minsk   |
|                       | 21,69 m      | 23 augustus 2003 | Parijs  |
| kogelstoten (indoor)  | 21,81 m (NR) | 12 februari 2010 | Mogilev |
|                       | 20,85 m      | 30 januari 2004  | Minsk   |

## Prestaties

### Kampioenschappen
| Jaar | Wedstrijd            | Plaats      | Resultaat    | Extra   |
| ---- | -------------------- | ----------- | ------------ | ------- |
| 1999 | WK indoor            | Maebashi    | 8e           | 19,44 m |
| 1999 | WK                   | Sevilla     | 12e in kwal. | 18,93 m |
| 2000 | OS                   | Sydney      | 9e           | 19,48 m |
| 2001 | WK                   | Edmonton    | 7e in kwal.  | 20,31 m |
| 2003 | WK                   | Parijs      | 1e           | 21,69 m |
| 2003 | Universiade          | Daegu       | 1e           | 20,76 m |
| 2003 | Wereldatletiekfinale | Monte Carlo | 3e           | 20,51 m |
| 2004 | WK indoor            | Boedapest   | 6e           | 20,50 m |
| 2004 | OS                   | Athene      | 5e           | 20,60 m |
| 2004 | Wereldatletiekfinale | Monte Carlo | 7e           | 19,47 m |
| 2005 | WK                   | Helsinki    | DQ           | 20,74 m |
| 2005 | Wereldatletiekfinale | Monte Carlo | DQ           | 19,61 m |
| 2006 | WK indoor            | Moskou      | DQ           | 21,73 m |
| 2006 | EK                   | Göteborg    | DQ           | 21,11 m |
| 2007 | EK indoor            | Birmingham  | DQ           | 20,12 m |
| 2007 | WK                   | Osaka       | DQ           | 21,27 m |
| 2007 | Wereldatletiekfinale | Stuttgart   | DQ           | 20,88 m |
| 2008 | WK indoor            | Valencia    | DQ           | 20,82 m |
| 2008 | OS                   | Peking      | DQ           | 21,05 m |
| 2009 | WK                   | Berlijn     | DQ           | 20,74 m |
| 2010 | WK indoor            | Doha        | DQ           | 21,68 m |
| 2010 | EK                   | Barcelona   | DQ           | 21,01 m |
| 2011 | WK                   | Daegu       | DQ           | 21,40 m |
| 2012 | OS                   | Londen      | 8e in kwal.  | 19,89 m |

### Diamond League-podiumplekken
| Jaar | Wedstrijd          | Plaats  | Resultaat | Extra   |
| ---- | ------------------ | ------- | --------- | ------- |
| 2011 | Memorial Van Damme | Brussel | DQ        | 21,56 m |

1983 Edward Sarul ·
1987 Werner Günthör ·
1991 Werner Günthör ·
1993 Werner Günthör ·
1995 John Godina ·
1997 John Godina ·
1999 Cottrell J. Hunter ·
2001 John Godina ·
2003 Andrej Michnevitsj ·
2005 Adam Nelson ·
2007 Reese Hoffa ·
2009 Christian Cantwell ·
2011 David Storl ·
2013 David Storl · 
2015 Joe Kovacs · 
2017 Tomas Walsh · 
2019 Joe Kovacs · 
2022 Ryan Crouser · 
2023 Ryan Crouser